# Primus Classic 2018
La Primus Classic 2018, ottava edizione della corsa, valida come evento di classe 1.HC dell'UCI Europe Tour 2018, si svolse il 15 settembre 2018 su un percorso di 193 km. La vittoria fu appannaggio dell'olandese Taco van der Hoorn, il quale completò la gara in 4h27'24" alla media di 43,31 km/h, precedendo il connazionale Huub Duyn e il belga Frederik Frison.
Al traguardo di Haacht 144 ciclisti, dei 128 che partirono da Brakel, hanno portato a termine la competizione.

## Squadre partecipanti
| N.      | Cod. | Squadra                     |
| ------- | ---- | --------------------------- |
| 1-7     | LTS  | Lotto Soudal                |
| 11-17   | TLJ  | Team Lotto NL-Jumbo         |
| 21-27   | TFS  | Trek-Segafredo              |
| 31-37   | BMC  | BMC Racing Team             |
| 41-47   | TKA  | Team Katusha Alpecin        |
| 51-57   | DEN  | Direct Énergie              |
| 61-67   | HBA  | Hagens Berman-Axeon         |
| 71-77   | ICA  | Israel Cycling Academy      |
| 81-87   | RNL  | Roompot-Nederlandse Loterij |
| 91-97   | SVB  | Sport Vlaanderen-Baloise    |
| 101-107 | FST  | Team Fortuneo-Samsic        |

| N.      | Cod. | Squadra                        |
| ------- | ---- | ------------------------------ |
| 111-117 | VWC  | Veranda's Willems-Crelan       |
| 121-127 | VCC  | Vital Concept Cycling Club     |
| 131-137 | WGG  | Wanty-Groupe Gobert            |
| 141-147 | WVA  | WB Aqua Protect Veranclassic   |
| 151-157 | AAS  | AGO-Aqua Service               |
| 161-167 | CIB  | Cibel-Cebon                    |
| 171-177 | PCW  | T.Palm-Pôle Continental Wallon |
| 181-187 | TIS  | Tarteletto-Isorex              |
| 191-197 | TCO  | Team Coop                      |
| 201-207 | LCT  | Lviv Cycling Team              |

## Ordine d'arrivo (Top 10)
| Pos. | Corridore          | Squadra        | Tempo    |
| ---- | ------------------ | -------------- | -------- |
| 1    | Taco van der Hoorn | Roompot        | 4h27'24" |
| 2    | Huub Duyn          | Veranda's      | s.t.     |
| 3    | Frederik Frison    | Lotto-Soudal   | s.t.     |
| 4    | Aimé De Gendt      | Sp. Vlaanderen | s.t.     |
| 5    | Ruben Guerreiro    | Trek           | a 3"     |
| 6    | Timothy Dupont     | Wanty          | a 6"     |
| 7    | Lorrenzo Manzin    | Vital Concept  | s.t.     |
| 8    | Jasper Philipsen   | Hagens         | s.t.     |
| 9    | Rui Oliveira       | Hagens         | s.t.     |
| 10   | August Jensen      | Israel A.      | s.t.     |